# Мідо
Ахмед Хоссам Хуссейн Абдельхамід ель-Дін Вассфі (араб. احمد حسام حسين عبد الحميد), відоміший як Мідо (нар. 23 лютого 1983, Каїр) — єгипетський футболіст, що грав на позиції нападника. Згодом — футбольний тренер, очолював тренерський штаб клубу «Замалек».

## Клубна кар'єра
У дорослому футболі дебютував 1999 року виступами за «Замалек», в якому провів один сезон, взявши участь лише у 4 матчах чемпіонату.
Протягом 2000—2001 років захищав кольори «Генту».
Своєю грою за бельгійську команду привернув увагу представників тренерського штабу «Аякса», до складу якого приєднався 1 липня 2001 року. Відіграв за команду з Амстердама наступні два сезони своєї ігрової кар'єри. У складі «Аякса» був одним з головних бомбардирів команди, маючи середню результативність на рівні 0,53 голу за гру першості. За цей час виборов титул чемпіона Нідерландів, ставав володарем Кубка Нідерландів та володарем Суперкубка Нідерландів.
Згодом грав за низку клубів з різних країн Європи, проте в жодному з них не зміг стати основним гравцем команди.
До складу клубу «Замалек», в якому і розпочинав кар'єру, повернувся 21 січня 2011 року. Наразі встиг відіграти за каїрську команду у 4 матчах в національному чемпіонаті. Згодом повернувся до Англії, уклавши влітку 2012 року однорічну угоду з «Барнслі». Провівши за команду цього клубу лише одну гру, на початку 2013 року розірвав контракт з ним за обопільною згодою. У червні 2013 року оголосив про завершення професійної ігрової кар'єри. 

## Виступи за збірну
2001 року дебютував в офіційних матчах у складі національної збірної Єгипту. Всього провів у формі головної команди країни 51 матчі, забивши 20 голів.
У складі збірної був учасником Кубка африканських націй 2002 року в Малі, Кубка африканських націй 2004 року в Тунісі та домашнього Кубка африканських націй 2006 року, на якому разом з командою здобув золоті нагороди.

## Тренерська робота
21 січня 2014 року, у віці лише 30 років, був призначений головним тренером команди «Замалека». Пропрацював з головною комнадою півроку, після чого був переведений до футбольної академії клубу.
Другу половину 2015 року провів у клубі «Ісмайлі», де працював головним тренером. Був змушений залишити клуб через конфлікт з лілером і капітаном команди Хосні Абд-Рабу.
2016 року змінив португальського спеціаліста Жезуалду Феррейру на чолі тренерського штабу «Замалека».

## Титули і досягнення

### Клубні
- Володар Кубка володарів кубків КАФ (1):

«Замалек»: 1999–2000
- Чемпіон Нідерландів (2):

«Аякс»: 2001-02, 2010-11
- Володар Кубка Нідерландів (1):

«Аякс»: 2001-02
- Володар Суперкубка Нідерландів (1):

«Аякс»: 2002
- Володар Кубка африканських націй (1):

Єгипет: 2006

### Індивідуальні
- Найкращий африканський футболіст Ліги Жупіле: 2001
- Найкращий молодий футболіст Ліги Жупіле: 2000–01
- Найкращий молодий єгипетський футболіст року: 2000-01
- Найкращий молодий африканський футболіст року: 2001-02